# Данциг, Борис Моисеевич
Борис Моисеевич Данциг (1896, Нежин, Черниговская губерния — 1973, Москва) — советский востоковед; кандидат экономических наук (1939), доктор исторических наук (1965).

## Биография
Родился в Нежине (Черниговская губерния), но вскоре семья переехала в Баку, где его отец стал работать на нефтяных промыслах.
Окончив юридический факультет Киевского университета (1919), стал работать в системе Центросоюза на Северном Кавказе и в Закавказье. Именно там у Данцига проявляется интерес к истории, экономике Ирана и Турции, к торгово-экономическим отношениям с этими странами. Он на практике начинает изучать торговые отношения молодого советского государства со странами Ближнего и Среднего Востока.
В 1920 году Данцига по линии Центросоюза направляют в командировку в Иран.
В 1922 году он становится представителем Бакинской конторы Центросоюза в Москве и Петрограде, отвечая за закупку и отгрузку товаров для торговли со странами Востока.
В 1925 году Данциг переходит на постоянную работу в Москву — в иностранный отдел ВСНХ.
В 1927 году Данциг перешел на работу в отдел Востока наркомата внешней и внутренней торговли СССР.
Преподавал в Московском институте востоковедения (1926—1936, 1951—1954), на Восточном / Специальном факультете Военной академии РККА им. М. В. Фрунзе и Высшей специальной школе Генерального штаба РККА (1936—1945), Высшей дипломатической школе МИД СССР (1945—1951), Московском государственном институте международных отношений (1954—1957).
В 1945—1948 годах — научный сотрудник Института мирового хозяйства и мировой политики.
С 1955 года и до конца жизни Б. М. Данциг — сотрудник Института востоковедения АН СССР. Здесь от стал организатором и первым руководителем сектора экономической конъюнктуры (в составе Отдела международных вопросов). Им было положено начало новому направлению в востоковедении — комплексному изучению развития экономики стран Востока.

## Научное наследие
Автор около 150 работ (книги, статьи, рецензии, доклады) по экономической географии Ближнего Востока и истории отечественного востоковедения.

### Книги
- Очерки по экономической географии Турции. — М., 1930.
- И. Н. Березин — путешественник по Закавказью, Ирану и Ближнем Востоку / Краткие сообщения Института востоковедения. — Т. 22. — М., 1956.
- Ирак в прошлом и настоящем. — М., 1960.
- Русские путешественники на Ближнем Востоке. — М., 1965.
- Изучение Ближнего Востока в России (XIX — начало XX вв.). — М., 1968.
- Ближний Восток в русской науке и литературе (дооктябрьский период). — М., 1973.
- Ближний Восток. Сборник статей. — М.: Наука, 1976.